# Bočna vatra
Anfiliranje (fr. enfiler, njem. Enfilieren), ili anfilada (eng. i fr. enfilade, rus. анфилада), bočna vatra, pucanje uzdužnom (anfiladnom) vatrom položaja branitelja ili broda.

###### Protiv utvrda
U ratovanju protiv utvrda izvođeno je, počevši od kraja 17. stoljeća, posebnim, tzv. anfiladnim ili anfilirnim bitnicama, postavljanim što je moguće bliže tvrđavi, a bočno u odnosu na dio na koji je izvođen napad. Pojavom oklopa krajem 19. stoljeća i izradom traverzi u rovovima, bočna vatra je izgubila raniji značaj, ali se i dalje smatra veoma efikasnom i primenjuje se kad god postoji mogućnost postavljanja vatrenih sredstava za djelovanje duž fronta napada.

###### Na moru
Na moru se bočna vatra primjenjivala protiv drvenih jedrenjaka, gađanjem od krme prema pramcu.